# Red Euromediterránea de Derechos Humanos
La Red Euromediterránea de Derechos Humanos es una organización defensora de los derechos humanos de carácter internacional integrada por países de la zona del Mediterráneo y Europa y organizaciones no gubernamentales. Fue fundada en 1997 como una de las iniciativas de la Declaración de Barcelona. La sede del Secretariado está en Copenhague y la subsede en Bruselas.
Está regida por una Asamblea General que elige un Comité Ejecutivo. La Asamblea elige al Comité y al Presidente, reuniéndose cada dos años, la última vez en 2006 en Madrid, donde se eligió como Presidente al tunecino Kamel Jendoubi.

## Fines
Sus fines son la promoción de los derechos humanos entre los países miembros, la puesta en común de problemas transnacionales para su solución, la defensa de los derechos humanos en todos los países del área euromediterránea, la realización de estudios y evaluación de la evolución de los derechos humanos en la región, analizando país por país, la singular defensa de los derechos de las mujeres, la incorporación de criterios interpretativos basados en los derechos humanos en la justicia aplicada en cada país, la extensión del conocimiento, mediante la educación y formación, de los derechos del hombre entre los jóvenes y servir de foro de encuentro y realización de proyectos comunes entre israelíes y palestinos en orden a establecer nexos de unión entre ambas partes en el conflicto árabe-israelí.

## Miembros
Está integrada en 2008 por 27 países y 80 ONGs. Los miembros de la organización se clasifican en:
- Miembros ordinarios, que son aquellas organizaciones no gubernamentales nacionales o regionales, instituciones académicas y demás entidades nacionales de derechos humanos de alguno de los 27 Estados asociados, o de otros posibles Estados Asociados de conformidad con el ámbito de la entidad, y que son reconocidos como organizaciones no políticas e independientes en sus países.
- Miembros individuales, que son aquellas personas destacadas especialmente en la defensa de los derechos humanos.
- Miembros asociados, que son organizaciones no pertenecientes a los Estados asociados.
- Miembros honorarios.

Los Estados asociados eran, en 2008: Argelia, Alemania, Austria, Bélgica, Chipre, Dinamarca, Egipto, España, Finlandia, Francia, Grecia, Irlanda, Israel, Italia, Jordania, Líbano, Libia, Malta, Marruecos, Noruega, Países Bajos, la Autoridad Nacional Palestina), Reino Unido, Suecia, Siria, Túnez y Turquía.